# Klaus Gallas
Klaus Gallas (* 8. Dezember 1941 in Berlin) ist ein deutscher Architekturhistoriker, Autor, Verleger und Kulturmanager. Er ist Autor und Herausgeber zahlreicher Bücher, vor allem von Reise- und Kunstführern, und Fernsehautor.

## Leben
Klaus Gallas absolvierte zunächst eine Ausbildung als Bergmann; 1959 erhielt er den Knappenbrief in Essen. Er schloss eine Lehre als Bauzeichner an, die er 1962 mit dem Abschluss beendete. Nach dem Besuch der Ingenieurschule in Essen und Köln erhielt er 1965 den Abschluss eines graduierten Ingenieurs für Hochbau/Architektur in Köln. 1968 absolvierte er auf dem Zweiten Bildungsweg am Köln-Kolleg das allgemeine Abitur.
Von 1968 bis 1972 studierte er an der LMU München (Klassische Archäologie, Byzantinische Kunstgeschichte und Ägyptologie) und der TU München Architektur. 1972 schloss er das Studium als Diplom-Ingenieur in Architektur an der TU München ab. Zur gleichen Zeit wurde er als freiberuflicher Autor tätig, ab 1970 war er Reiseleiter für den Orient und den Mittelmeerraum.
Von 1973 bis 1975 war er als Referent bei der Deutschen Stiftung der Entwicklungshilfe angestellt. 1980 erhielt er ein Stipendium des DAAD, das er für einen Forschungsaufenthalt auf Kreta nutzte. 1982 wurde Klaus Gallas im Fach Architekturgeschichte an der TU Berlin zum Dr.-Ing. promoviert.
Gallas hat in mehreren Verlagen Reihen entwickelt und war als Programmleiter tätig: So war er von 1990 bis 1996 Programmleiter der „Edition Erde“ im BW-Verlag. Ab 1997 realisierte er die Reiseführerreihe „ReiseFalter“, „KulturFalter“ und „EventsFalter“, von denen bisher etwa 120 Titel erschienen sind, die teilweise in mehrere Fremdsprachen übersetzt worden sind (u. a. Englisch, Italienisch, Französisch und Spanisch). Für ARD, ZDF, WDR und BR war Gallas als Autor zahlreicher Kulturdokumentationen tätig.
Ab 1999 beriet Gallas Städte, Kommunen und Kulturveranstalter im Kulturmanagement. Bis März 2004 wohnte Gallas in München, dann zog er nach Weimar um. Seit April 2008 ist er Vorsitzender des „Kulturforums der Sozialdemokratie“ in Thüringen. 2008 gründete Klaus Gallas das „West Östlicher Diwan Festival Weimar“ (WÖD) als gemeinnützige GmbH. 2018 fanden in Erfurt, Jena und Weimar zum 10-jährigem Bestehen des WÖD vier Konzerte mit Künstlern aus Russland, Süd-Korea, Iran, Armenien und Syrien statt. Ziel der gGmbH sind der interkulturelle Dialog mit Ländern der islamischen Welt. Unter der Schirmherrschaft des damaligen Außenministers Frank-Walter Steinmeier veranstaltete der WÖD 2009 das erste Iran Festival mit Konzerten und Lesungen in Schiras und Weimar. 2010 wurde der Hafez-Gedenktag (12. Oktober) auf die Initiative von Gallas im April 2010 in die „offizielle Projektliste der UNESCO zum Internationalen Jahr für die Annäherung der Kulturen“ aufgenommen. Im gleichen Jahr wurde ebenfalls auf seine Initiative die Städtefreundschaft zwischen Weimar und Schiras gegründet. Seit dieser Zeit feiert Weimar jedes Jahr den Hafiz-Gedenktag mit Veranstaltungen am Goethe-Hafis-Denkmal in Weimar. 2011 folgte eine Konzertreise nach Marokko, 2011 gastierte der WÖD mit Konzerten in Schiras und Teheran.

## Schriften (Auswahl)
- München. Von der welfischen Gründung Heinrichs des Löwen bis zur Gegenwart: Kunst, Kultur, Geschichte. DuMont, Köln 1979, ISBN 3-7701-1094-3 (DuMont-Dokumente: DuMont-Kunst-Reiseführer).
- Mittel- und spätbyzantinische Sakralarchitektur der Insel Kreta. Versuch einer Typologie der kretischen Kirchen des 10. bis 17. Jahrhunderts. Berlin 1983 (= Dissertation)
- mit Klaus Wessel, Manolis Borboudakis: Byzantinisches Kreta. Hirmer, München 1983, ISBN 3-7774-3240-7.
- Sizilien – Insel zwischen Morgenland und Abendland. DuMont Buchverlag, Köln 1986 (9. Aufl.), ISBN 3-7701-0818-3.
- Sizilien. Edition Erde im BW Verlag, Nürnberg 1992, ISBN 3-8214-6518-2.
- Kreta. Von den Anfängen Europas bis zur kreto-venezianischen Kunst. DuMont, Köln 1995 (8. Aufl.), ISBN 3-7701-1729-8.
- Athen und Attika. Zentrum der antiken Welt. Belser Verlag, Stuttgart 2004, ISBN 3-7630-2262-7.
- Orient im Umbruch. Der Arabische Frühling und seine Folgen. Mitteldeutscher Verlag, Halle (Saale) 2014, ISBN 978-3-95462-308-2